# 黄闸湾乡 (玉门市)
黄闸湾乡，是中国甘肃省酒泉市玉门市下辖的一个乡镇级行政单位。

## 行政区划
黄闸湾乡共辖以下地区：
梁子沟村、泽湖村、黄闸湾村、黄花营村。